# Golfo de Corinto
El golfo de Corinto (Korinthiakós Kólpos en griego) se encuentra en Grecia. Se sitúa entre la península del Peloponeso y la Grecia continental. El golfo propiamente dicho comienza a continuación del golfo de Patras, que es la abertura del estrecho al mar Jónico. La unión de ambos golfos es lo que antiguamente se conocía como golfo de Lepanto, escenario de la célebre batalla de Lepanto en el siglo XVI. Es un golfo estrecho y largo, en cuyo extremo oriental se encuentra la ciudad de Corinto. La ciudad de Lepanto, actualmente llamada Naupacto, se encuentra justo en la divisoria de ambos golfos.
A finales del siglo XIX se abrió el canal de Corinto, una abertura artificial que atraviesa el istmo de Corinto y conecta el golfo con el mar Egeo. El canal mide algo más de seis kilómetros y es utilizado como importante vía para el transporte marítimo.

## Historia
En la Grecia otomana, el golfo fue conocido como golfo de Lepanto. Aquí se libró en 1571 la tercera batalla de Lepanto, que destruyó la flota otomana. En 1772 otra flota turca fue destruida por los rusos en la entrada del golfo. La ciudad de Lepanto es la actual Naupacto.

## Geografía

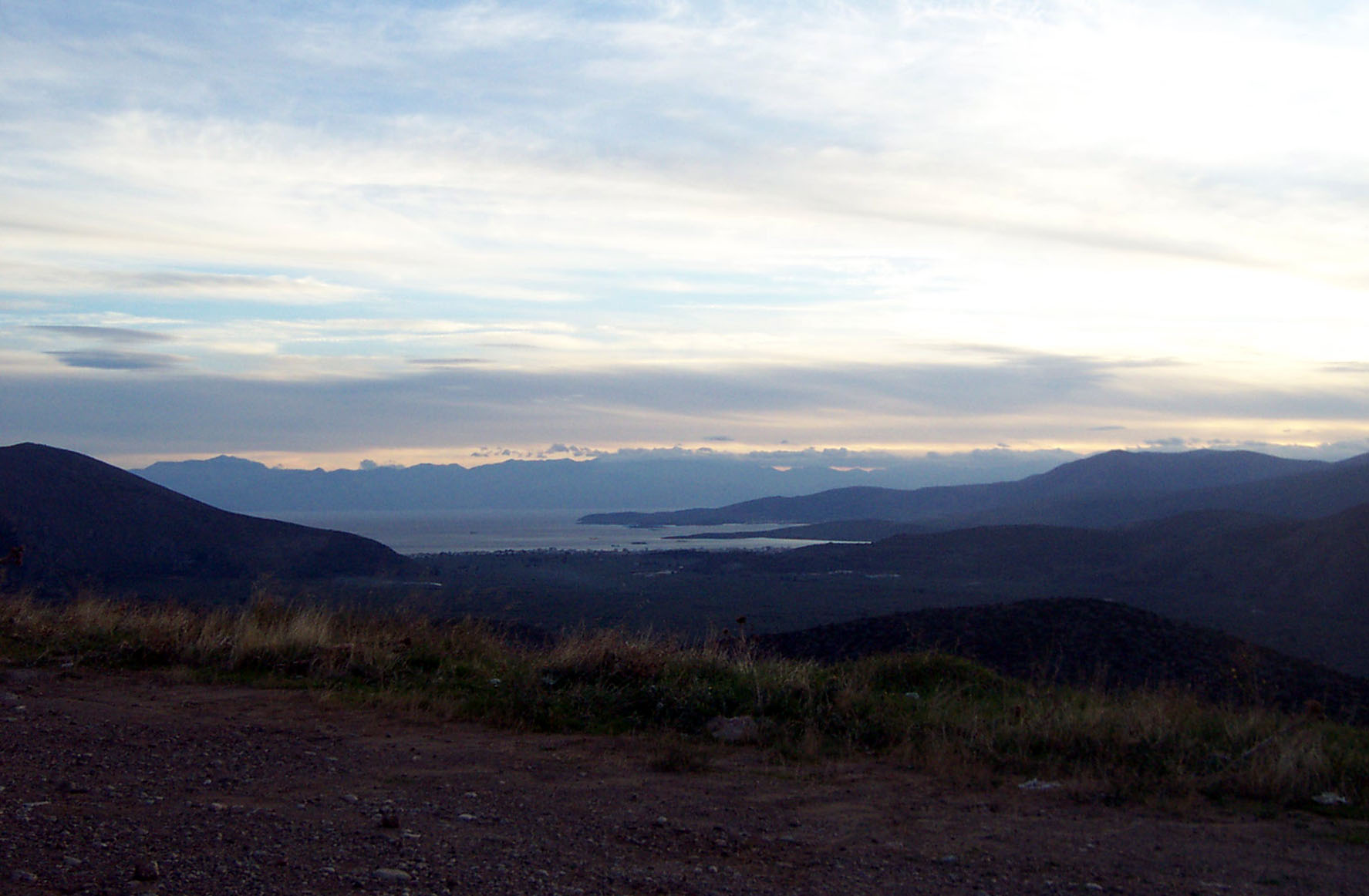
Golfo de Corinto al atardecer.

El golfo de Corinto limita al este con el istmo de Corinto que incluye la ruta marítima del canal de Corinto, y al oeste con el Estrecho de Rion, que separa el golfo de Corinto del más alejado golfo de Patras en el cabo Drepano, donde el punto más estrecho es cruzado por el puente de Río-Antirio. El golfo de Corinto está casi rodeado por las prefecturas de Etolia-Acarnania, Fócida al norte, Beocia al noreste, Ática al este, Corintia al sureste y al sur y Acaya al suroeste. 
Tiene una longitud de unos 130 km y una anchura de 8,4 a 32 km. El golfo es una de las regiones con mayor riesgo sísmico de Europa.
Varias rutas marítimas atraviesan este golfo, puesto que el canal de Corinto permite conectar el mar Jónico con el mar Egeo. Además, una ruta conecta Egio, en el Peloponeso, con Agios Nikolaos, en la parte septentrional del golfo, mediante un transbordador. Esta ruta fue cerrada en 2011, pero en 2019 se anunció su reapertura, que será llevada a cabo por un transbordador eléctrico, el primero en operar en Grecia.

### Islas
Entre las islas que se hallan en el golfo de Corinto se encuentra el archipiélago de las Alciónidas, en la zona oriental del mismo.

### Golfos y bahías
- Golfo Criseo, en el norte;
- Dombraina (Domvrena), en el norte;
- Estrecho de Río, en el oeste.

### Ciudades y localidades

Mapa del Golfo de Corinto.

Las ciudades y pueblos que están cerca al golfo son:
- Naupacto (noroeste)
- Playa de Sergoula, sin puerto, con playa;
- Glyfada, sin puerto;
- Spilia, sin puerto;
- Agios Nikolaos (norte);
- Galaxidi (norte), pequeño puerto;
- Itea (norte), pequeño puerto;
- Kirra (norte), pequeño puerto;
- Agios Vasileios, pequeño puerto;
- Porto Germeno, este, pequeño puerto, playas;
- Psatha, este, playa enorme;
- Alepochori, (sureste);
- Loutraki, sin puerto;
- Corinto (soreste);
- Kiato, (sureste);
- Xylokastro (sur);
- Derveni;
- Krathio (suroeste), sin puerto;
- Diakopto (suroeste), playa urbana;
- Aigio (suroeste);
- Patrás (sureste), puerto importante;
- Longos (suroeste);
- Akoli playa (suroeste);
- Kato Rodina (oeste suroeste);
- Psathopyrgos (oeste;

## Tributarios
En el golfo desaguan bastantes ríos, ninguno de ellos de importancia. Son los siguientes:
- en la vertiente norte:

- río Mornos

- en la vertiente sur:

- río Volinaios
- río Selemnos
- riachuelo al este de Arachovitika y Drepano
- río Selinunte
- río Vouraikos
- río al este de Diakopto
- río Stygas
- río Asopo (Corintia)
- río Sythas - Xylokastro

## Geología del golfo
El golfo ha sido creado por la expansión de un rift tectónico, y aún se expande unos 30 mm al año. Las fallas circundantes tiene una importante actividad sísmica.